# Крекінг-установка в Сумгаїті
Крекінг-установка в Сумгаїті — виробництво нафтохімічної промисловості у Азербайджані в місті Сумгаїт (за два десятки кілометрів на північ від столиці країни Баку). Станом на другу половину 2010-х років єдина установка такого типу в країні, яка належить компанії «Azerikimya» (частина державного нафтового концерну SOCAR).
У 1988 році на майданчику Сумгаїтського заводу синтетичного каучуку ввели в експлуатацію установку парового крекінгу (піролізу) вуглеводневої сировини поширеного в тогочасній радянській нафтохімічній промисловості типу ЭП-300 (такі установки зокрема працювали на заводах у Кстово, Салаваті, Томську, Ангарську, а ще одна споруджувалась у Новокуйбишевську). Разом з нею з'явилась лінія полімеризації головного продукту — етилену — типу «Полимер-120». Втім, можливо відзначити, що фактична потужність установок була менша проектної. Так, за піролізним виробництвом числили здатність випускати 260 тис. тонн етилену, тоді як лінія полімеризації лише на початку 2000-х досягла рівня у 104 тисячі тонн.
Враховуючи, що на заводі здійснювали піроліз доволі важкої (як для нафтохімії) сировини — газового бензину (naphtha), він мав також потужність з випуску 136 тисяч тонн пропілену на рік. Останній могли використовувати для виробництва ізопропілового спирту (50 тисяч тонн на рік різних категорій — промислового та абсолютованого) і діізопропілу (1,75 тисячі тонн на рік). Також пропілен призначався для експорту за допомогою залізничного транспорту, а у 2012 році на грузинському чорноморському терміналі в Кулеві (біля Поті) спорудили спеціальний комплекс для перевалки цього продукту з цистерн у танкери-газовози.
Станом на середину 2010-х завод і далі працював з неповним завантаженням. Так, у 2017-му тут випустили 93 тисячі тонн поліетилену та 49 тисяч тонн пропілену. За 11 місяців того ж року експортували 34 тис. тонн пропілену та 10 тисяч тонн ізопропілового спирту, крім того, закордонним споживачам відправили побочні продукти піролізу — 26 тисяч тонн бутилен-бутадієнової фракції (БДФ) та 57 тисяч тонн рідкої піролізної смоли. Традиційними споживачами БДФ є російські нафтохімічні підприємства, що випускають бутадієн, наприклад, нафтохімічний комплекс у Нижньокамську (Татарстан) або завод в Омську.
На той час в Азербайджані вирішили реалізувати великий проект, який дозволив би завантажити піролізну установку на повну потужність та відмовитись від імпорту поліпропілену (і перейти до його експорту). У 2016-му з відомою компанією Technip уклали угоду про модернізацію, яка включає встановлення нових печей та повинна довести виробництво пропілену до 184 тисяч тонн на рік. Одночасно компанія Socar Polymer взялась за спорудження у Сумгаїті ліній з виробництва поліпропілену (180 тисяч тонн на рік) та поліетилену (120 тисяч тонн), олефіни для роботи яких постачатимуться установкою «Azerikimya». Повне завершення названих проектів заплановане на 2019 рік.
В 2000 році для забезпечення комплексу власною електроенергією та парою ввели в експлуатацію дві котли та дві парові турбіни потужністю по 16,5 МВт.